# Halde Nierchen
Die Halde Nierchen ist eine etwa 70 m hohe, teilweise bewachsene Halde zwischen Eschweiler und Langerwehe im westlichen Nordrhein-Westfalen. Sie liegt 223 m über NN, umfasst eine Fläche von 140,46 ha und wird seit 1998 als Windpark mit neun Windrädern sowie landwirtschaftlich genutzt. An ihrem nördlichen und nordwestlichen Hang verläuft die Schnellfahrstrecke Köln–Aachen.

## Geschichte
Wie die Sophienhöhe und Vollrather Höhe wurde die Halde Nierchen durch Absetzer und anschließend Förderbänder als Außenkippe aufgeschüttet. Das Aufschlussmaterial kam aus dem nördlich gelegenen Tagebau Inden, der 1957 aufgeschlossen wurde. Untergebracht wurden 37,337 Millionen m³ Abraum und 1,453 Millionen m³ Löss. 87,34 ha Außenböschungen wurden aufgeforstet und die 51,20 ha große Hochfläche mit 2 m Löss bedeckt. Diese Rekultivierungsarbeiten wurden 1973 beendet.

## Windpark
Auf der Halde Nierchen befindet sich seit 1998 ein Windpark mit neun Windkraftanlagen, deren Hersteller das Rostocker Unternehmen Nordex SE und deren Eigentümer und Betreiber die Energiekontor AG aus Bremen ist. Jede Anlage ist vom Typ N54/1000 und hat eine Leistung von einem Megawatt; die Gesamtleistung des Windparks beträgt somit neun Megawatt. Es liefen Planungen seitens des Betreibers, die bestehenden neun Anlagen mit einer Höhe von je 90 Metern durch vier neue Anlagen mit einer Höhe von bis zu 150 Metern zu ersetzen. Drei Anlagen sollten auf der Westseite, eine auf der Ostseite platziert werden. Die geplanten Windkraftanlagen hätten über eine geringere Drehfrequenz, verstellbare Rotorblätter und über Befeuerung an der Turmspitze verfügt. Durch die Modernisierung des Windparks sollte die Stromproduktion mehr als verdoppelt werden. Die Inbetriebnahme der neuen Anlagen war nicht vor dem Ende des Jahres 2015 geplant. Am 9. Februar 2017 entschied der Planungs-, Umwelt- und Bauausschuss der Stadt Eschweiler gegen das Repowering.

## Bilder

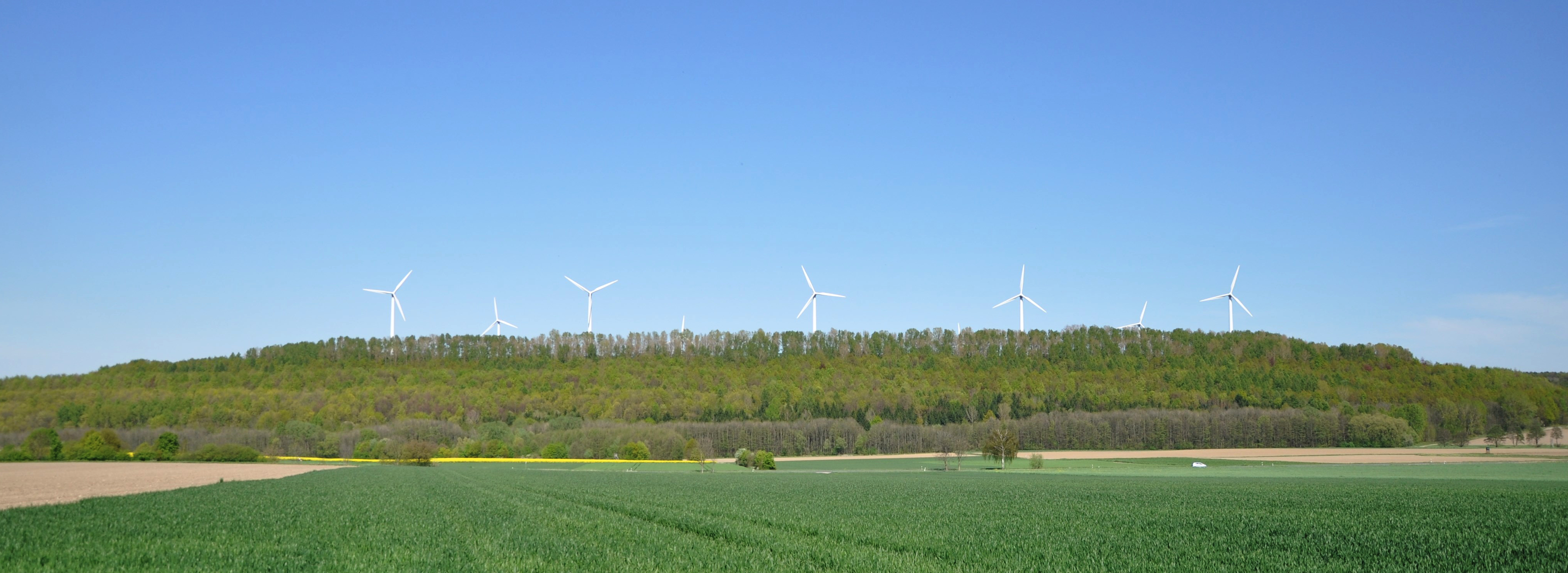
Blick auf die Halde Nierchen von Westen
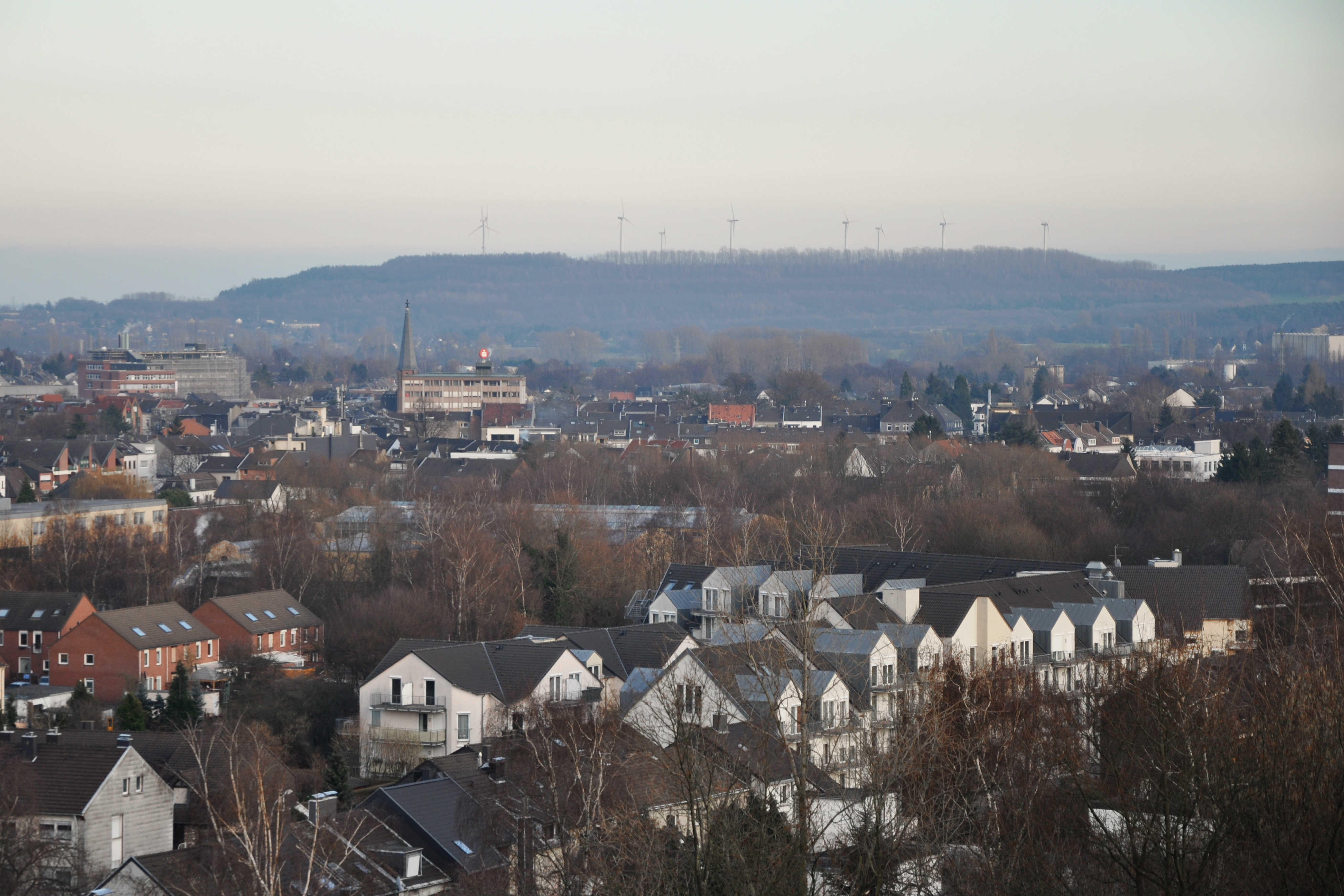
Blick auf die Halde Nierchen vom Ichenberg
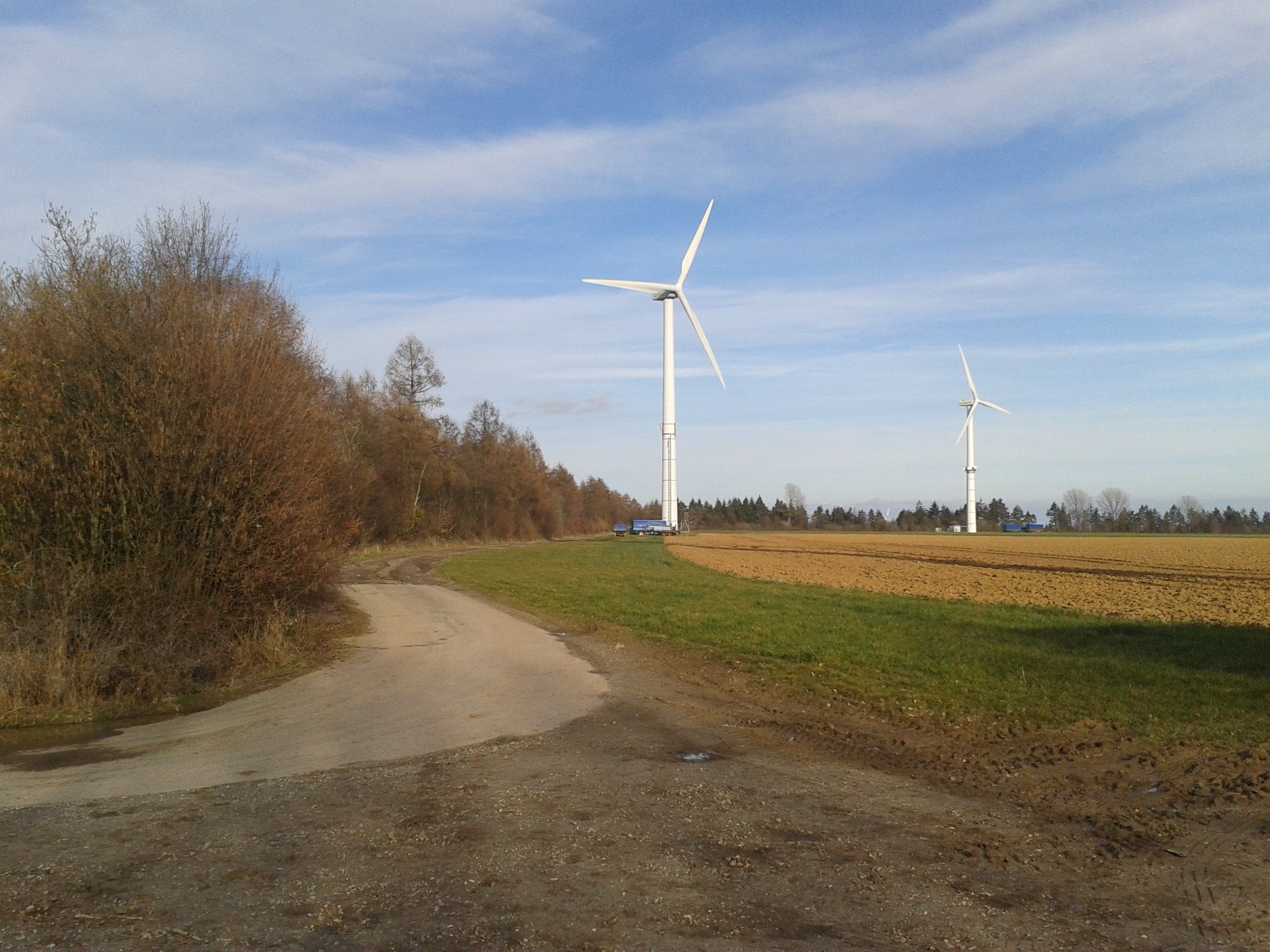
Blick vom Ende der Auffahrt
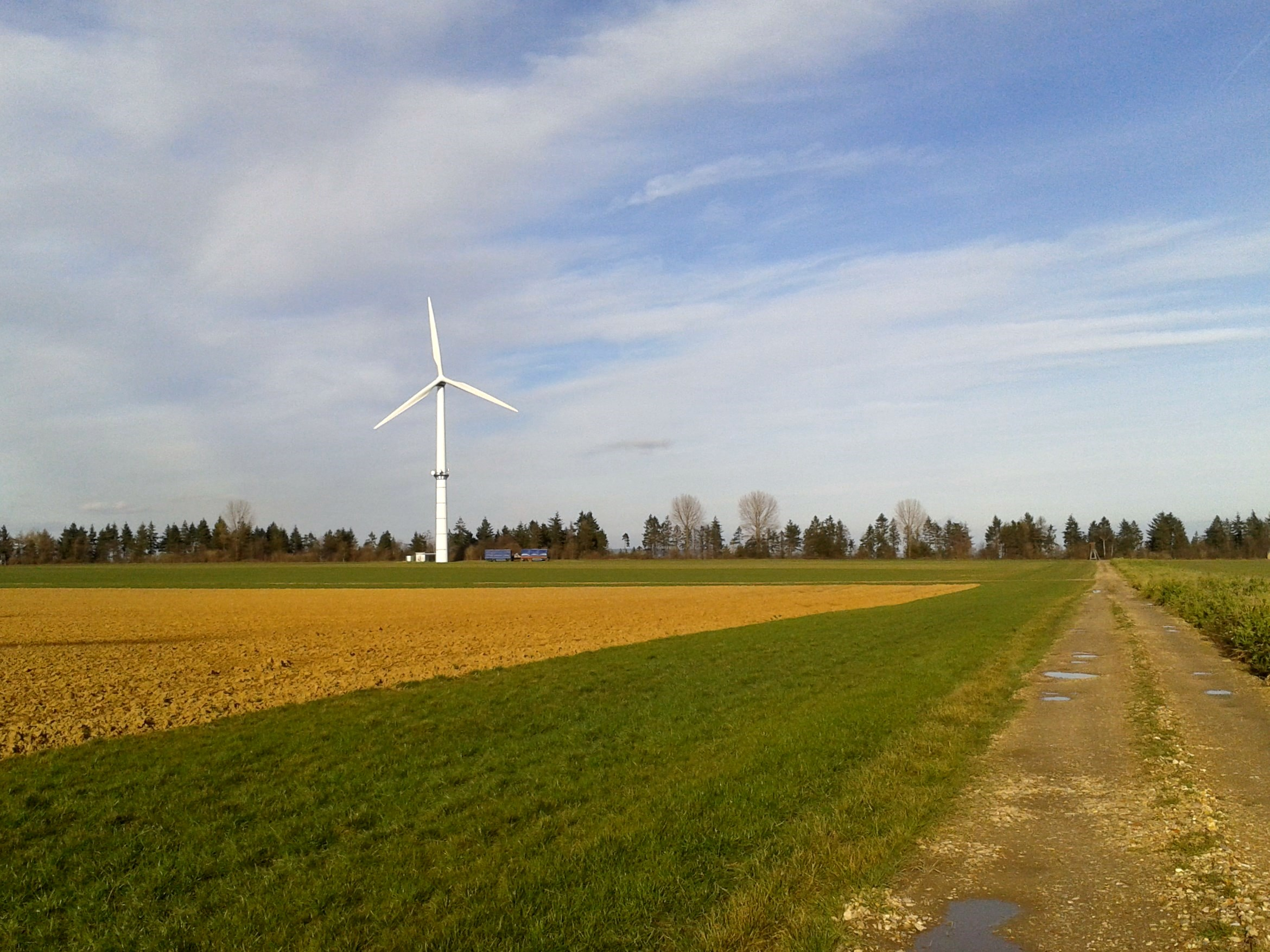
Plateau der Halde Nierchen
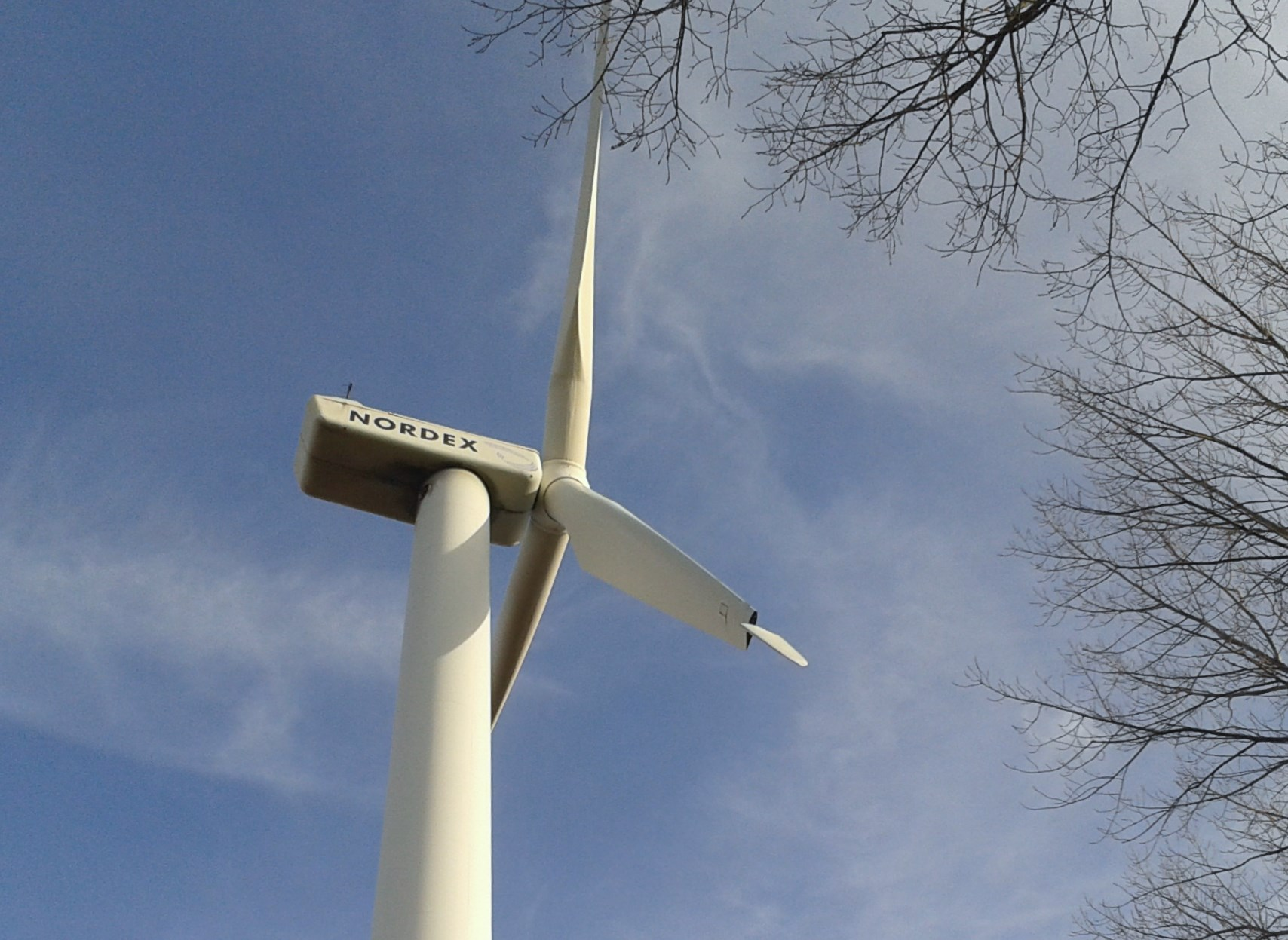
Windkraftanlage von Nordex auf der Halde Nierchen
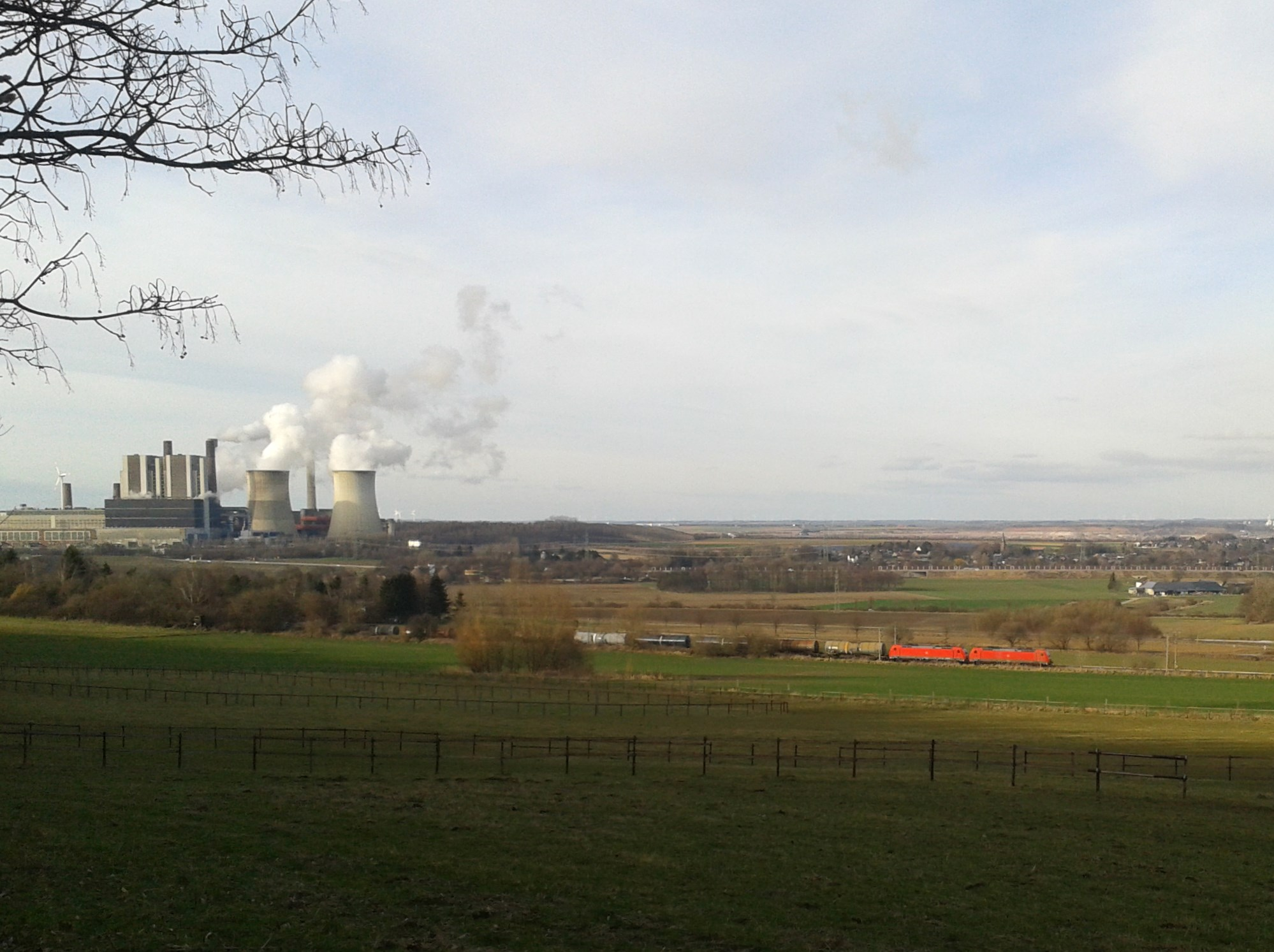
Blick von der Ostseite der Halde